# Black Cat Bones
Black Cat Bones était un groupe blues rock britannique originaire de Londres formé en 1966. Les membres fondateurs sont Paul Tiller (chant et harmonica), Paul Kossoff (guitare), les frères Brooks : Derek à la guitare et Stuart à la basse ainsi que Terry Sims à la batterie. Le groupe a été rendu célèbre par le passage de Kossoff et de Simon Kirke dans sa composition. Les deux compères rejoignent plus tard Free en 1968. Kirke fondera Bad Company en 1974.
Black Cat Bones (dont le nom vient de l'os de chat noir, un charme hoodoo associé au blues) joue régulièrement sur la scène londonienne. Très tôt après sa création, le groupe connaît plusieurs changements dans sa composition : Frank Perry remplace Terry Sims. Il est lui-même remplacé par Simon Kirke début 1968. Paul Tiller est remplacé par Brian Short.
Le groupe perd bientôt Kossoff et Kirke qui sont remplacés par Rod Price (guitare) et Phil Lenoir (batterie) ; c'est ainsi composé que Black Cat Bones enregistre Barbed Wire Sandwich, son seul véritable album, aux studios Tangerine et Decca ; il sortira en novembre 1969. L'album ne rencontre pas beaucoup de succès et Brian Short, Rod Price, and Phil Lenoir quittent le groupe qui est alors dissout. Le chanteur Pete French et le guitariste Mick Halls rejoignent Derek et Stuart Brooks. Après l'embauche de Keith George Young, le groupe devient Leaf Hound en 1970. Rod Price deviendra célèbre par la suite en devenant le guitariste de Foghat en décembre de la même année.

## Discographie
- Barbed Wire Sandwich